# Bernardo Oliveira
Bernardo Oliveira (Brasilia, 8 de junio de 1993) es una deportista brasileño de la especialidad de tiro con arco. Fue campeón suramericano de dicha disciplina en Medellín 2010.

## Trayectoria
La trayectoria deportiva de Bernardo Oliveira se identifica por su participación en los siguientes eventos nacionales e internacionales:

### Juegos Suramericanos
Fue reconocido su triunfo de ser el sexto deportista con el mayor número de medallas de la selección de  Brasil en los juegos de Medellín 2010.

#### Juegos Suramericanos de Medellín 2010
Su desempeño en la novena edición de los juegos, se identificó por ser el decimoquinto deportista con el mayor número de medallas entre todos los participantes del evento, con un total de 6 medallas:

- , Medalla de oro: 30m Tiro al Arco Recurvo Hombres
- , Medalla de oro: Tiro con Arco Recurvo 50 m Hombres
- , Medalla de oro: Tiro con Arco Recurvo 90m Hombres
- , Medalla de oro: Tiro con Arco Sumario Recurvo Distancias General Hombres
- , Medalla de plata: Tiro con Arco Recurvo Equipo Hombres
- , Medalla de bronce: Tiro con Arco Recurvo Individual Hombres